# Agrias amydon
Agrias amydon là một loài bướm ngày thuộc họ Lycaenidae. Nó được tìm thấy ở México, phía nam qua Trung Mỹ tới Nam Mỹ.
Ấu trùng ăn các loài Erythroxylum, bao gồm Erythroxylum havanense.

## Phụ loài
- Agrias amydon amydon (Colombia)
- Agrias amydon phalcidon (Brazil)
- Agrias amydon zenodorus (Ecuador, miền bắc Peru)
- Agrias amydon amydonius (Peru (Loreto, Iquitos), Brazil (Amazonas), Colombia)
- Agrias amydon boliviensis (Bolivia (Yungas), Peru)
- Agrias amydon bogotana (miền tây Venezuela tới đông bắc Colombia)
- Agrias amydon frontina (tây bắc Ecuador (Rio Mira), miền tây Colombia)
- Agrias amydon ferdinandi (Brazil (Mato Grosso, Minas Gerais, Goiás, Bahia, Pernambuco), Bolivia)
- Agrias amydon aurantiaca (Brazil (Pará, Amazonas), Surinam, tây nam Venezuela)
- Agrias amydon aristoxenus (Peru, Bolivia)
- Agrias amydon excelsior (Brazil (Amazonas))
- Agrias amydon uniformis (Brazil (Roraima), miền nam Venezuela)
- Agrias amydon rubella (Brazil (Amazonas))
- Agrias amydon oaxacata (Mexico (Oaxaca))
- Agrias amydon smalli (Panama)
- Agrias amydon philatelica (Mexico (Chiapas), Costa Rica)
- Agrias amydon lacandona (Mexico)

Có một phụ loài không được mô tả ở Venezuela.

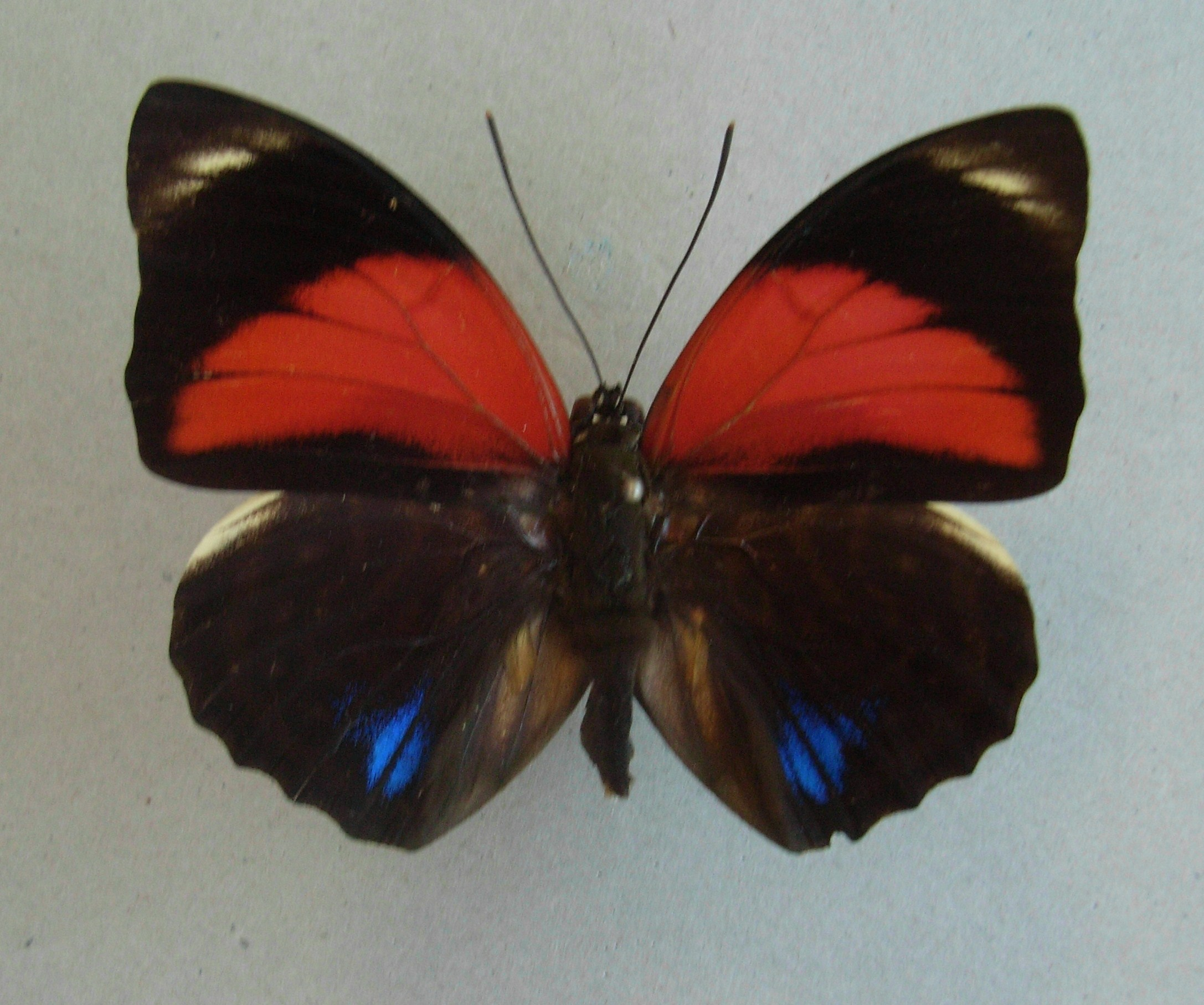
Agrias amydon amydonius
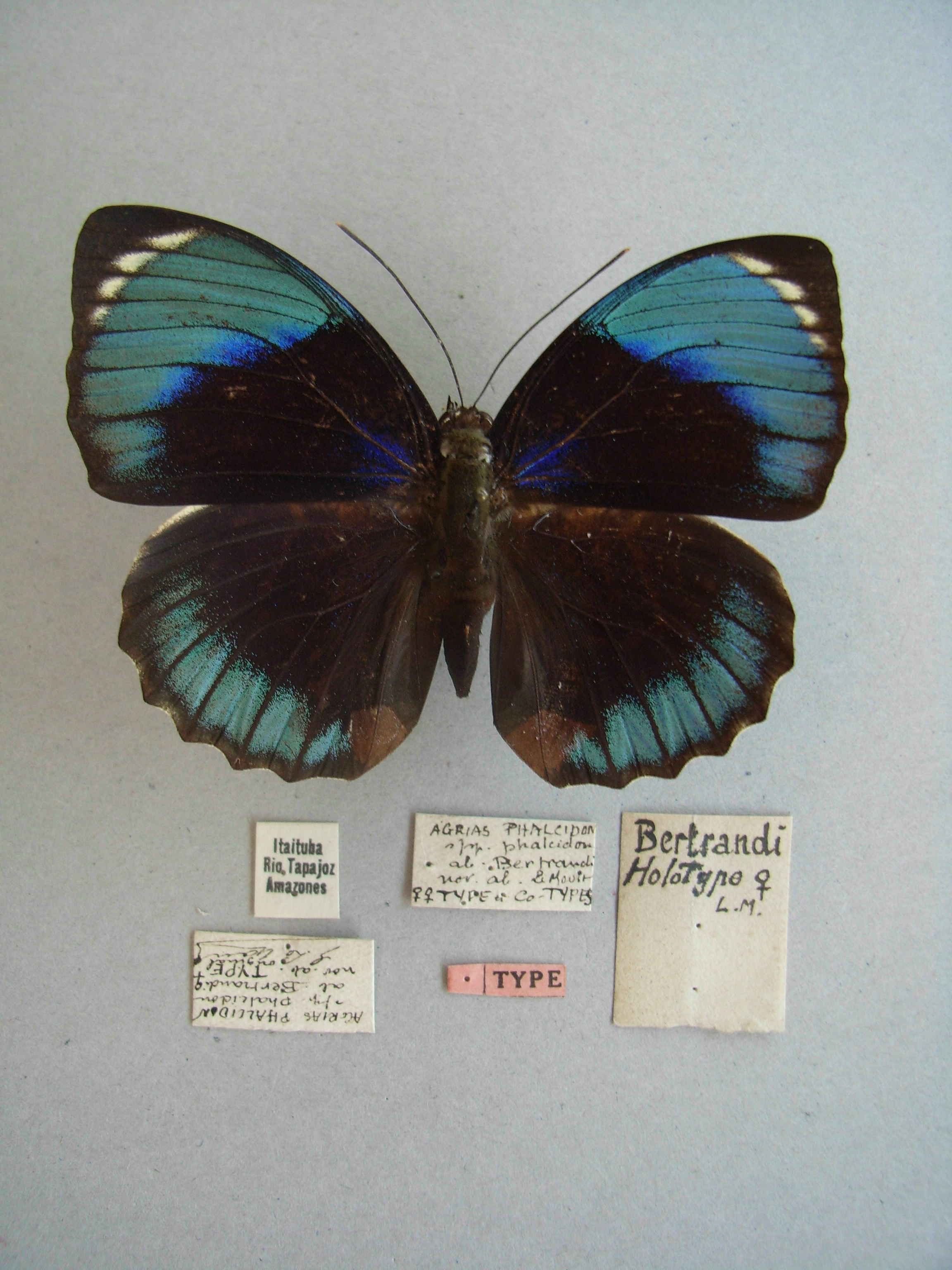
Agrias amydon phalcidon